# Villa Caraza
Villa Caraza es una localidad al noroeste del partido de Lanús, en la provincia de Buenos Aires, Argentina. Limita con Valentín Alsina, Remedios de Escalada, Villa de los Industriales y el Partido de Lomas de Zamora.
Fundado después de que el 27 de mayo de 1908 el Ferrocarril Midland inaugurara la Estación Villa Caraza, que tomara el nombre del pionero local Restituto Caraza, célebre por un famoso Castillo en las cercanías de dicho andén.
A principios de la década del 2010 se proyectó abastecer y ampliar los servicios con más redes.
Los terrenos se fueron vendiendo tras los primeros años del pasado siglo XX y se mantienen las ramas familiares y la población estable dentro de la barriada. Además se están haciendo hasta el momento nuevos departamentos para la inclusión social y mejoras de viviendas.

## Edificación
Iglesia Católica Nuestra Señora de Fátima de Villa Caraza
Estación Villa Caraza, perteneciente al Ferrocarril Belgrano Sur, el ramal que corre por Caraza parte de estación Puente Alsina (debajo del puente, del lado de Provincia) y atraviesa: Villa Diamante, Villa Caraza, Ingeniero Oliver Budge, La Salada, Mercado Central y Aldo Bonzi. Corresponde al antiguo Ferrocarril Midland, cuyas vías se extendían hasta Carhué.
Castillo de Caraza, de imponentes torres y murallas y, un amplio patio, que sirvió de instrucción militar a la entonces Guardia Nacional. Fue ideado y levantado -según dicen- por Don Carlos Caraza, padre de Restituto Caraza, fundador de la villa que lleva su nombre.

## Clima
En épocas de baja temperatura se suele observar smog del Riachuelo durante la madrugada. Tiene un clima Templado.

## Relieve
En algunas zonas del Partido de Lanús hay leves sectores de depresión terrestre, lo cual no cambia el clima de las lluvias y de las temperaturas.

## Seguridad
En los últimos tiempos, se ve mayor presencia policial y de fuerzas federales (Gendarmería). En algunas viviendas poseen sistemas de seguridad y de emergencias.

## Comunicaciones
Hay una emisora de radio dentro de la zona de Lanús que anteriormente residía en Remedios de Escalada, también actualmente ya se recibe Television digital terrestre que es libre dentro de todo el partido de Lanús.
Además se puede apreciar TDA que incluyen los canales de videocable, pero, en este caso es a través de antenas digitales en Alta Definición (HDTV).